# Iglesia de Santa María de Gracia (El Cerro de Andévalo)
La iglesia parroquial de Santa María de Gracia, situada en la plaza de España de El Cerro de Andévalo (Provincia de Huelva, España), es una conjunción de los dos estilos artísticos correspondientes a las dos etapas básicas de su historia constructiva: el manierista de la segunda mitad del siglo XVI y el barroco de la segunda mitad del siglo XVIII.
Destaca el templo por su valor urbanístico, debido al carácter exento, a la potente volumetría que impacta sobre el entorno y a su situación en el centro neurálgico de la población, ocupando un lugar privilegiado en uno de los puntos más elevados del núcleo urbano, lugar de confluencia de espacios públicos en los que se encuentran los edificios más emblemáticos de la localidad, como el Ayuntamiento o la capilla de la Santísima Trinidad, un sector firmemente enraizado en la historia urbanística de la villa y que ha sabido mantener su carácter primigenio. La presencia de la iglesia parroquial ha contribuido a consolidar y dignificar dicho trazado urbano, así como a determinar el mantenimiento de un homogéneo conjunto arquitectónico.

## Descripción
Se trata de un templo de planta en cruz latina, con única nave de tres tramos, crucero y capilla mayor elevada sobre gradas y de testero recto. Los tres tramos de la nave se cubren por medio de bóvedas vaídas de gran tamaño separadas por arcos fajones, el sector central del crucero se cierra mediante cúpula semiesférica de ocho paños sobre pechinas, mientras que los brazos del mismo y el presbiterio lo hacen con bóveda de cañón con lunetas. 
Presenta tres portadas, la principal está situada a los pies y las otras dos en los muros laterales en cada uno de los flancos del segundo tramo de la nave; corresponden a la primera fase constructiva del edificio y han sido atribuidas al arquitecto maestro mayor del Arzobispado de Sevilla, Hernán Ruiz II, quien posiblemente las diseñara y construyera entre 1562 y 1569. La portada del hastial es la más destacable de las tres, se caracteriza por seguir el esquema clásico de arco triunfal. Se compone de un gran vano de medio punto, con la rosca y las jambas cajeadas, con la clave resaltada mediante ménsula y con sendos discos lisos en las enjutas. Lo flanquean dos parejas de semicolumnas dóricas acanaladas sobre pedestales con hornacinas aveneradas en los intercolumnios. Se remata con entablamento dórico y frontón recto.

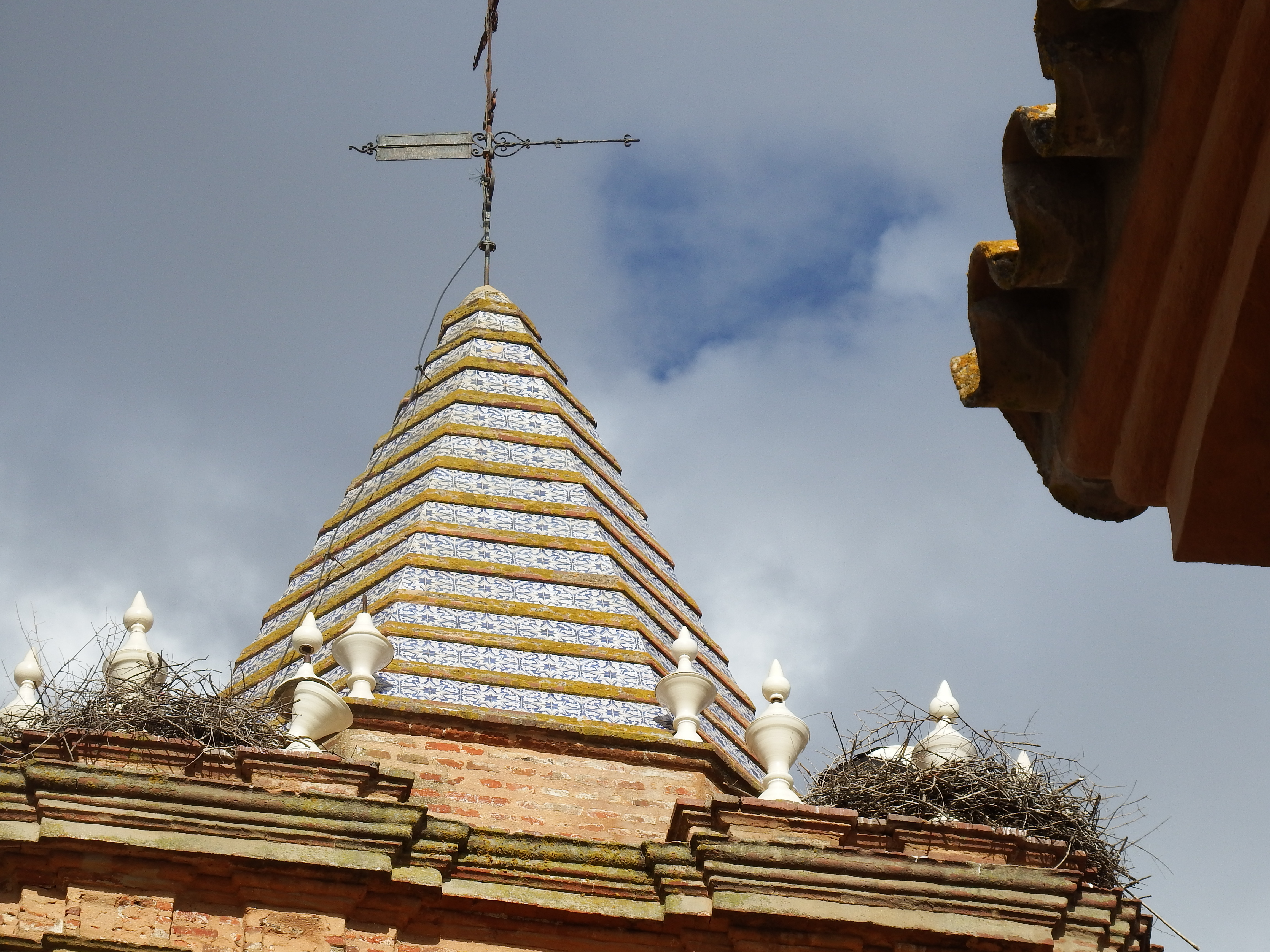
Chapitel piramidal con decoración de azulejos

Adosada al crucero de la iglesia, en el sector correspondiente al lado del Evangelio, se encuentra la torre, construida en el siglo XVIII. Estilísticamente ha de conectarse con las realizadas en Andalucía siguiendo el modelo de la Giralda sevillana, aunque según el estilo barroco y según prototipo que se reproduce en otras torres de la provincia, como la de la Iglesia de San Pedro, de Huelva, o las de las parroquias de La Palma o Bollullos del Condado. Presenta planta cuadrada y consta de tres secciones, caña, cuerpo de campanas y chapitel. La caña es completamente lisa y su limpio volumen sólo aparece alterado por un sencillo vano de iluminación que lo horada en su tercio superior. Un austero listel separa la caña del cuerpo de campanas, abriéndose en cada uno de sus flancos un hueco de medio punto flanqueado por dos parejas de pilastras toscanas. Una potente cornisa señala la transición al último sector, constituido por un chapitel piramidal con decoración de azulejos en colores azul y blanco. Diversos jarros de cerámica se colocan alrededor de la cornisa y en el contorno del chapitel el cual a su vez se corona con una veleta metálica. Situado a los pies de la nave se encuentra el coro, al que se accede a través de una puerta abierta en el muro del Evangelio y cuyo volumen rectangular sobresale en planta. En el muro de la Epístola sobresalen también en planta dos capillas, la bautismal, de planta cuadrada y bóveda vaída, en el primer tramo de la nave, y la sacramental, de mayores dimensiones, en el tercer tramo, con cúpula semiesférica de ocho paños. 
La capilla mayor se encuentra totalmente rodeada por las dependencias parroquiales, la sacristía y un pequeño patio. Los elementos sustentantes son básicamente los muros de carga perimetrales de gran espesor y los pilares donde apean las bóvedas. Los cuatro pilares, que separan los tramos de la nave sirviendo de apoyo a los arcos fajones, son de sección cuadrada y achaflanados en sus esquinas. Los cuatro del crucero tienen una disposición similar aunque son de mayor tamaño. Una potente cornisa recorre y une los muros y pilares a lo largo de todo el perímetro del templo. Los muros son de mampostería con verdugadas dobles de ladrillo macizo. Igualmente en ladrillo están realizadas las tres portadas, las uniones entre los muros y el zócalo corrido que rodea el templo externamente. Actualmente las fábricas aparecen vistas al exterior, mientras que el interior se encuentra enfoscado, pintado en blanco y en distintos tonos de ocre. La capilla sacramental y las bóvedas de las dependencias parroquiales contienen decoración de pinturas que imitan materiales pétreos.
Las intervenciones llevadas a cabo durante el siglo XVIII son debidas principalmente a los arquitectos del Arzobispado hispalense, Andrés de Silva y Antonio de Figueroa y Ruiz. A ellos corresponde el trazado de la capilla sacramental, el coro, la torre, la sacristía y el salón parroquial, todo con una gran riqueza ornamental según el estilo barroco, siendo consecuencia de una las épocas más fructíferas de la construcción onubense.